# Вімблдонський турнір 1972
Вімблдонський турнір 1972 проходив з 26 червня по 9 липня 1972 року на кортах Всеанглійського клубу лаун-тенісу і крокету в передмісті Лондона Вімблдоні. Це був 86-ий Вімблдонський чемпіонат, а також третій турнір Великого шолома з початку року.

## Огляд подій та досягнень
Оскільки Міжнародна федерація лаун тенісу заборонила участь у своїх турнірах тенісистів, які уклали контракт із World Championship Tennis (WCT), чинний чемпіон в одиночному розряді чоловіків Джон Ньюкомб не зміг захищати свій титул. Серед інших відсторонених гравців були Род Лейвер, Кен Роузволл та Артур Еш.
У чоловіків одиночні змагання виграв Стен Сміт. Це був його другий титул Великого шолома й перший Вімблдон.
У жінок перемогла Біллі Джин Кінг, для якої це був 8-ий титул Великого шолома (4-ий у Відкриту еру) й четвертий Вімблдон.

## Результати фінальних матчів

### Дорослі
| Одиночний розряд. Джентльмени Детальніше |                            |                         |
| Стен Сміт                                | Іліє Настасе               | 4–6, 6–3, 6–3, 4–6, 7–5 |
|                                          |                            |                         |
| Одиночний розряд. Леді Детальніше        |                            |                         |
| Біллі Джин Кінг                          | Івонн Гулагонг             | 6–3, 6–3                |
|                                          |                            |                         |
| Парний розряд. Джентльмени Детальніше    |                            |                         |
| Боб Г'юїтт Фрю Макміллан                 | Стен Сміт Ерік ван Діллен  | 6–2, 6–2, 9–7           |
|                                          |                            |                         |
| Парний розряд. Леді Детальніше           |                            |                         |
| Біллі Джин Кінг Бетті Стеве              | Франсуаз Дюрр Джуді Далтон | 6–2, 4–6, 6–3           |
|                                          |                            |                         |
| Мікст Детальніше                         |                            |                         |
| Іліє Настасе Розі Казалс                 | Кім Ворвік Івонн Гулагонг  | 6–4, 6–4                |
|                                          |                            |                         |

### Юніори
| Одиночний розряд. Хлопці  |                |               |
| Бйорн Борг                | Бастер Моттрем | 6–3, 4–6, 7–5 |
|                           |                |               |
| Одиночний розряд. Дівчата |                |               |
| Ілана Клосс               | Глиніс Коулз   | 6–4, 4–6, 6–4 |

## Виноски
1. ↑  Bud Collins (2010). The Bud Collins History of Tennis (вид. 2nd). [New York]: New Chapter Press. с. 160. ISBN 978-0942257700.
2. ↑  Gentlemen's Singles Finals 1877-2017. wimbledon.com. Wimbledon Championships. Архів оригіналу за 15 лютого 2018. Процитовано 22 липня 2017.
3. ↑  Ladies' Singles Finals 1884-2017. wimbledon.com. Wimbledon Championships. Архів оригіналу за 15 липня 2018. Процитовано 22 липня 2017.
4. ↑  Gentlemen's Doubles Finals 1884-2017. wimbledon.com. Wimbledon Championships. Архів оригіналу за 14 жовтня 2017. Процитовано 22 липня 2017.
5. ↑  Ladies' Doubles Finals 1913-2017. wimbledon.com. Wimbledon Championships. Архів оригіналу за 15 липня 2018. Процитовано 22 липня 2017.
6. ↑  Mixed Doubles Finals 1913-2017. wimbledon.com. Wimbledon Championships. Архів оригіналу за 10 вересня 2017. Процитовано 22 липня 2017.
7. ↑  Boys' Singles Finals 1947-2017. wimbledon.com. Wimbledon Championships. Архів оригіналу за 13 серпня 2017. Процитовано 13 серпня 2017.
8. ↑  Girls' Singles Finals 1947-2017. wimbledon.com. Wimbledon Championships. Архів оригіналу за 14 червня 2018. Процитовано 13 серпня 2017.